# Nur-Batken FK
Nur-Batken är ett kirgizisk fotbollsklubb från Batken i Kirgizistan. Klubben grundades år 2020.

## Meriter
Kirgiziska ligan: 0
- 7:e pl.: 2022

## Placering senaste säsonger
| Säsong | Nivå | Liga           | Placering | Referens    | Notering |
| ------ | ---- | -------------- | --------- | ----------- | -------- |
| 2022   | 1    | Premjer Ligasy | 7         | [ 2 ] [ 3 ] |          |